# Резово
Рèзово (стар правопис: Рѣзово) е село в Югоизточна България, община Царево, област Бургас. То е най-южното населено място по българското Черноморие.

## География
Село Резово се намира на около 73 km югоизточно от областния център Бургас и – в същата посока, на около 25 km от общинския център град Царево и около 15 km от град Ахтопол. Разположено е северно от устието на Резовска река, по която минава държавната граница с Република Турция, и от брега на малък залив с малък пясъчен плаж. На около 200 – 300 m източно от селото, при нос Резово и на север от носа, черноморският бряг, изграден от кредни вулканични скали, е стръмен, с множество скални отломки в крайбрежните води. Надморската височина нараства от около 15 m в южния край на селото до около 40 – 45 m на север, а при сградата на кметското наместничество е около 29 m.
В климатично отношение районът на селото се отнася към Преходно-средиземноморската подобласт от Европейско-средиземноморската област на субтропичния климатичен пояс.
До село Резово води третокласният републикански път III-9901, който се отклонява от републикански път II-99 при град Царево и на югоизток преминава последователно през село Варвара, град Ахтопол и село Синеморец. На около 6 km северозападно от Резово този път пресича река Силистар и там пътно отклонение на изток води през крайморската част на защитената местност Силистар до едноименния плаж.
Землището на село Резово граничи: с Република Турция на юг, със землищата на селата Бродилово на запад, Синеморец на север и с Черно море на изток.
Населението на село Резово, наброявало 422 души при преброяването към 1934 г. и 518 към 1946 г., намалява до 104 към 1975 г. и 86 (по текущата демографска статистика за населението) към 2021 г.
При преброяването на населението към 1 февруари 2011 г., от обща численост 46 лица, за 46 лица е посочена принадлежност към „българска“ етническа група.

## История
През миналото Резово е било пристанищно селище. В околностите му на много места има следи от металургична дейност. На около 5 км западно от Резово, в местността Згуриите, се намира най-голямото находище от древни шлаки в България. Количеството му се изчислява на няколкостотин хиляди тона. В местността Селски дол, на 3 – 4 км западно от селото, освен рудни разработки има и тракийски могилен некропол.
Село Резово е заселено в местността с тогавашно наименование „Свети Яни“ след Македоно-одринското въстание в 1903 г., когато старото село Резово е било опожарено, като населено с българи. Старото село се е намирало на около 10 km западно от новото местоположение на селото към 1926 г.
Според статистиката на Любомир Милетич, към 1913 г. в Резово има 70 български семейства.
Селото е било сравнително голямо и е отразявано върху географски карти. Заради нападенията на кавказките пирати (лази), то сменя мястото си и е пренесено по-далеч от морето. В началото на 20 век селото е заселено на сегашното си място и е построена църквата „Свети Константин и Елена“. След Балканската война в Резово идват няколко семейства бежанци от селата Яна и Блаца (днес в Турция) и преселници от Малко Търново. Населението се е препитавало с въглищарство, земеделие и риболов.
Учител в село Резово има за първи път през 1885 г. Учебните занятия се водят по къщите, а по-късно през 1908 – 1909 г. е направена с такава цел пристройка от една учебна
стая към църквата. Първоначалният брой ученици е 8 – 10 деца. През 1922 г. със средства на селяните е построена нова училищна сграда. В това училище децата учат до 1955 – 1956 г., когато е построена нова училищна сграда. Поради намаляване броя на учениците, от 1961 – 1962 г. учебните занятия се водят от един учител. През 1970 – 1971 г. училището е закрито.
През 1955 г. в Резово е имало 90 къщи, но селището постепенно запада, защото попада в граничната зона на България с Турция, в която зона има ограничение на достъпа. През 2010-те години селото се съживява и става любимо място за хора, търсещи уединение и спокойствие. В Резово има 77 постоянни жители (към 2024 г.), но през лятото жителите се увеличават многократно.

## Религии
В селото се изповядва православно християнство. Край брега на залива при устието на Резовска река е разположен православният храм „Свети Йоан Кръстител“, построен през лятото на 2000 г. и осветен през 2002 г.

## Обществени институции
Изпълнителната власт в село Резово към 2022 г. се упражнява от кметски наместник.

## Радио
Единствените радиостанции, които се приемат в Резово, са националните радиостанции на БНР и станциите на турското държавно радио TRT.

## Културни и природни забележителности
- На нос Кастрич, отстоящ на 3 км северно от Резово, се намират останките на малка крепост с правоъгълен план (20 на 30 m). Вероятно това е известната средновековна крепост Кастрицион.[11]
- На север от Резово се намира защитената местност Силистар, интересна с богатия си растителен и животински свят. Тук може да се види запазено находище на пясъчна лилия.
- На юг е долината на река Резовска, с красиви скални образувания и множество бързеи, преминаващи в тихи речни участъци. Заливът е зимовище на водолюбиви птици. Могат да бъдат наблюдавани ловуващи в морето видри. По течението на реката минава границата с Турция.

## Личности
Родени в Резово
- Тодор Недялков, деец на ВМОРО, избран за войвода на селската смъртна дружина през пролетта на 1903 година, през Илинденско-Преображенското въстание е в четата на Цено Куртев.[12]